# Un dușman al poporului

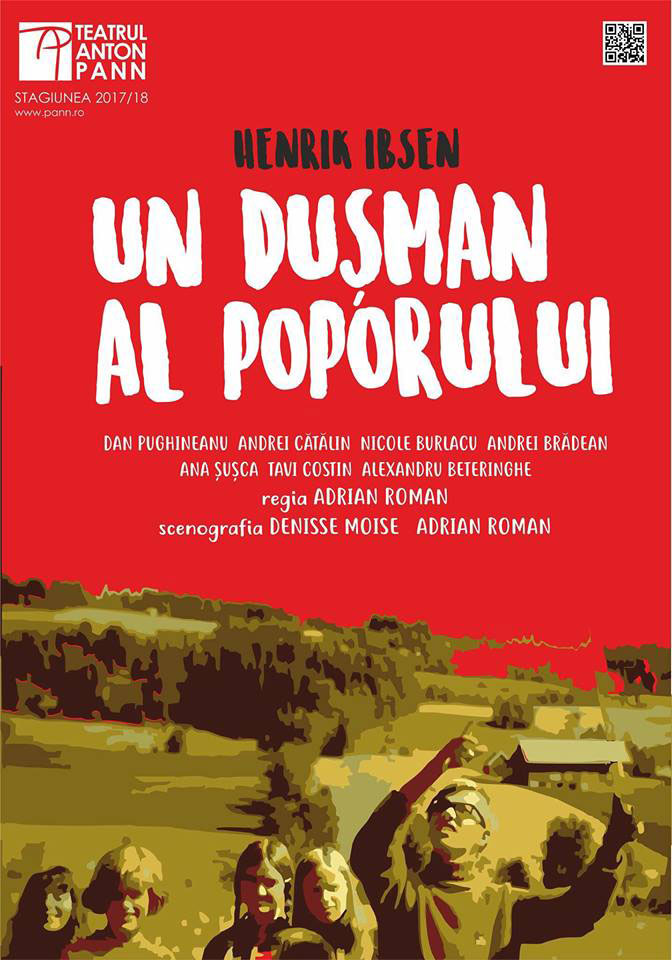
Afișul spectacolului "Un dușman al poporului", regia lui Adrian Roman, stagiunea 2017-2018, Teatrul "Anton Pann" Râmnicu Vâlcea

Un dușman al poporului (titlu original En folkefiende) este o piesă de teatru scrisă în anul 1882 de către dramaturgul norvegian Henrik Ibsen. Ibsen a scris piesa ca răspuns la strigătele de protest ale publicului la piesa lui anterioară, „Strigoii”, care a contestat ipocrizia moralității secolului al XIX-lea. Potrivit lui Ellen Mortensen ( Ibsen Studies v.7, 169), cuvintele „scandalos, degenerat” și „imoral” au fost „aruncate” atât asupra „Strigoilor”, cât și asupra autorului său, deoarece a îndrăznit să vorbească deschis despre adulter și sifilis. Prin urmare, „Un dușman al poporului” spune povestea unui om care îndrăznește să spună un adevăr neplăcut și este pedepsit pentru asta. Cu toate acestea, Ibsen a adoptat o perspectivă oarecum sceptică asupra protagonistului său, sugerând că s-ar putea să fi mers prea departe în zelul său pentru a spune adevărul. Ibsen i-a scris editorului său: „Sunt încă nesigur dacă ar trebui să numesc Un dușman al poporului o comedie sau o dramă directă. Poate avea multe trăsături ale comediei, dar se bazează și pe o idee serioasă”.

### Actul I
Dr. Thomas Stockmann este medicul unor băi recent deschise într-un orășel din sudul Norvegiei, unde lumea vine pentru tratament. Piesa începe în casa doctorului Stockmann, unde soția sa, Katrine, așteaptă oaspeții la cină. Pe măsură ce se înnoptează, fratele doctorului Stockmann, Peter (primarul orașului) și Hovstad (editorul ziarului) ajung la casa doctorului. Primarul îl întreabă pe fratele său despre zvonul cum că ziaristul Hovstad este pe cale să tipărească un articol în care fratele său a lăudat băile orașului. Doctorul Stockmann este evaziv cu privire la natura acestui articol, iar Peter, primarul, pleacă. Fiica doctorului Stockmann, Petra, aduce o scrisoare, care arată că suspiciunile doctorului Stockmann erau corecte și că apa din băi este contaminată cu bacterii (el trimisese probe de apă pentru a fi testate într-un laborator). Cu această dovadă în mână, Hovstad este de acord să tipărească un nou articol al doctorului Stockmann, care va dezvălui adevărul despre apa din băi. Acest lucru va aduce o mare atenție băilor și, eventual, le va forța să se închidă (ceea ce va avea repercusiuni asupra economiei orașului). Dr. Stockmann este copleșit de tot ce s-a întâmplat, dar se bucură că a salvat orașul.

### Actul II
A doua zi dimineață în casa doctorului Stockmann. Morten Kiil, socrul doctorului Stockmann, trece și pentru a-l felicita pentru ceea ce Kiil crede că este o farsă elaborată. Kiil spune că noțiunea că băile sunt contaminate este prea ridicolă pentru a fi crezută și cu siguranță nu de către primar. Hovstad și tiparul Aslaksen vizitează casa pentru a-și consolida angajamentul față de medic și pentru a-și extinde recunoștința. Noua alianță dintre ziar și doctorul Stockmann are un interes mai profund decât doar băile. Ziarul vrea să se confrunte cu consiliul orașului și să expună corupția care se întâmplă în spatele ușilor închise, iar această oportunitate este un mod de a începe.
Peter intră în casă și totul se tensionează. Peter îi spune doctorului Stockmann că, dacă continuă cu acest articol și expune aceste informații orașului, va fi parțial vinovat de ruina orașului. Peter îl acuză pe doctorul Stockmann că este egoist și că nu se gândește la imaginea de ansamblu. El îl încurajează pe doctor să-și retragă articolul și să rezolve problema într-un mod mai liniștit. Dr. Stockmann refuză, însă, propunerile fratelui său. Peter reiterează că vor avea consecințe teribile pentru el și familia sa.

### Actul III
În biroul de ziare, Hovstad și Billing discută despre avantajele și dezavantajele administrării articolului doctorului Stockmann, ceea ce va afecta reputația consiliului orașului. Sunt gata să continue și să ajute la doborârea claselor privilegiate. Dr. Stockmann intră în birou și le spune să tipărească articolul, dar ziariștii încep să experimenteze o schimbare de inimă, întrebându-se cât de valoros este să expui consiliul și băile orașului în acest fel. Ei își dau seama că tipărirea acestui articol va face mai mult daune decât va ajuta la situație și ar putea cauza ruina economiei orașului. Peter Stockmann vine la birou cu o declarație proprie, intenționând să liniștească publicul cu privire la siguranța băilor. Ziarul este de acord să imprime declarația primarului. Disperat, Dr. Stockmann decide că nu are nevoie de hârtie pentru a tipări nimic și că poate purta singur această bătălie. El decide să convoace o întâlnire în oraș și să răspândească informațiile în acest fel. Katrine Stockmann își dă seama că soțul ei ia o decizie extremă și își riscă reputația, dar ea îi stă alături.

### Actul IV
La o întâlnire a orașului în casa căpitanului Horster, doctorul Stockmann este pe cale să-i citească cetățenilor raportul de apă. Billing, familia, primarul, Aslaksen și Hovstad sunt acolo. Aslaksen, un cetățean respectat, este ales președinte al ședinței. Permisiunea ca doctorul Stockmann să poată vorbi este pe cale să fie votată atunci când spune că are un alt subiect. Apoi ajunge la o oratie pasională despre evoluția socială. El spune că ideile noi, veridice, sunt întotdeauna condamnate, datorită „prostiei colosale a autorităților” și a modului de „minune„ compactă a majorității liberale ”a oamenilor, care la fel de bine „ poate fi exterminat ”. Publicul se simte insultat de aceste acuzații și furia crește. Până la sfârșitul ședinței, audiența se revoltă, strigând în repetate rânduri că doctorul „este un dușman al poporului!

### Actul V
A doua zi dimineață, se arată biroul doctorului Stockmann, grav deteriorat. Ferestrele casei au fost sparte. Orașul s-a întors împotriva familiei și nimeni din cei cunoscuți nu-i ajută. Proprietarul îi scoate din casă, iar Petra a fost concediată de la școală pentru că avea opinii progresiste. Peter vine la casă pentru a-i prezenta doctorului Stockmann o scrisoare din partea consiliului de administrație al băilor, care îi încetează contractul și o rezoluție din partea asociației de proprietari care precizează că nimeni nu ar trebui să îl mai angajeze pe doctor Stockmann în acest oraș.
Apare socrul doctorului Stockmann, Morton Kiil, care schimbă complet modul în care lucrurile se mișcă. Acesta spune că tocmai a cumpărat acțiuni la băi cu banii pe care intenționase să îi lase fiicei și nepoților săi. El se așteaptă că acest lucru îl va determina pe ginerele său să-și oprească cruciada, pentru a se asigura că băile nu vor va da faliment și familia sa va avea un viitor sigur. Dr. Stockmann respinge amenințarea lui Kiil și, de asemenea, ignoră sfatul lui Peter de a părăsi orașul pentru câteva luni. Katrine îi spune doctorului Stockmann că se teme că oamenii îl vor alunga din oraș. Dar doctorul Stockmann răspunde că intenționează să rămână și să-i facă să înțeleagă „că considerațiile de oportunitate transformă moralitatea și justiția pe dos”. El încheie proclamându-se cel mai puternic om din oraș, deoarece este capabil să stea singur.
- Doctorul Thomas Stockmann, ofițerul medical al noilor băi municipale și protagonistul piesei
- Doamna Katrine Stockmann, soția sa
- Petra, fiica lor, profesoară
- Ejlif și Morten, fiii lor
- Peter Stockmann, fratele mai mare al doctorului Stockmann; el este primarul orașului și, astfel, supraveghetorul lui Thomas
- Morten Kiil, un tăbăcitor (tatăl doamnei Stockmann), poreclit Bursucul
- Hovstad, editor al ziarului local
- Facturare, sub-editor.
- Căpitanul Horster, un șef de navă care pleacă în America și un prieten loial al lui Thomas Stockmann.
- Aslaksen, un editor (de asemenea, un personaj în Liga Tineretului).
- Bărbați cu diferite condiții și ocupații, câteva femei și o trupă de școlari - publicul la o ședință publică.